# Danio perlé
Danio albolineatus
Espèce
Statut de conservation UICN

 LC  : Préoccupation mineure
Le Danio perlé (brachydanio albolineatus ou Danio albolineatus) ou danio arc-en-ciel ou danio rosé est une espèce de poisson endémique d'Asie sur une vaste zone qui s'étend de Myanmar, au Laos, en Thaïlande et jusqu'à l'ile de Sumatra en Indonésie.

## Toponymie
Son nom scientifique est Brachydanio alboneata. La première partie vient du [grec ancien] βραχύς (brakhús), signifiant « court », et de Dhani, un terme vernaculaire du Bengale pour les petits cyprinidés ressemblant à des vairons. La seconde est issue du latin albus, signifiant « blanc » et  de ineatus, signifiant 'ligné'.
On peut aussi le trouver sous les noms vernaculaires de Danio albo, Danio rosé ou Danio perlé arc-en-ciel.

## Description

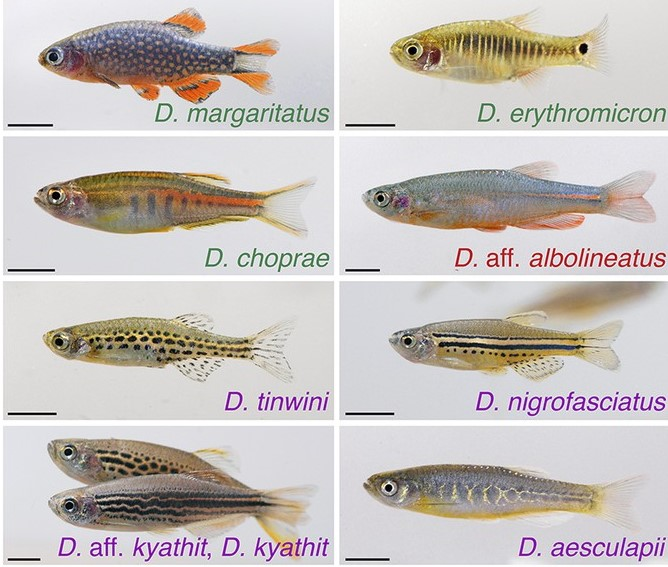
9 danio dont le Danio albolineateus ou Danio perlé

Le Danio perlé est un poisson fusiforme dont la forme rappelle celle de l'ablette, de couleur bleu ciel, avec des tendances rosâtres ou rougeâtre, accompagnées de deux bandes jaune-pâle ou brunes. Ses nageoiressont soit rougeâtre, soit jaune. Sa bouche est orientée vers le haut, et sa machoire supérieur possèdent une paire de barbillons. Il mesure environ 6 cm, et peut vivre deux ou trois ans.
La femelle est plus petite que le mâle, moins svelte, et ses couleurs sont plus ternes.

## Habitat
Il est originaire d'Asie de sud est, on le trouve en Birmanie, au Laos, en Thaïlande et en Indonésie sur l'île de Sumatra. Il évolue plutôt à la surface des eaux  limpides de petits cours d'eau, et rivières, qui descendent des collines.Généralement, la végétation y est très importante et le fond est partiellement couvert  de gravier et éboulis.

## Comportement
Ce poisson très actif est un très bon nageur et un saute beaucoup. Il vit en banc d'une quinzaine d'individus.

## Reproduction
Lors de la période de frai, les couleurs du mâle s'accentuent. Les alevins naissent en deux jours.

## Alimentation
Le danio perlé est omnivores, il se nourrit quasiment exclusivement d'insectes.

## Aquariophilie
Il s'agit d'un poisson apprécié en aquariophilie, et qui accepte la vie en aquarium. Il est conseillé de le mettre avec six à dix individus de son espèce, dans un aquarium bien planté et fermé (car il saute). Les paramètres recommandés sont: une température comprise 20° à 25°, un pH entre 6,5 et 8, un GH entre 5°d et 20° d.